# Shared Storage
Unter Shared Storage ist in der Informatik ein gemeinsam genutzter Festspeicher zu verstehen, auf den von mehreren Rechnern über ein Netzwerk oder eine sonstige Verbindung gemeinsam und unter Umständen gleichzeitig (konkurrierend) zugegriffen werden kann. Der Festspeicher besteht typischerweise aus einem sogenannten Disk Array.
Klassische Anwendungen von Shared Storage sind Aktiv/Passiv-Cluster oder auch Failover-Cluster. Alle Systeme in diesem Cluster greifen auf denselben Speicher zu. Im Falle eines Failover kann also ein Backup-System sofort das ausgefallene System ersetzen, da beide physikalisch auf den gleichen Datenbestand zugreifen. Ein gleichzeitiger Zugriff ist in einem Aktiv/Passiv-Cluster ausgeschlossen, da immer genau ein System aktiv ist, während die übrigen auf ein Failover warten.
Anders verhält es sich bei einem Aktiv/Aktiv-Cluster: In diesem sind zwei oder mehr Rechner gleichzeitig aktiv und greifen unter Umständen konkurrierend auf die Daten des Shared Storage zu. Ein typisches Beispiel für einen Aktiv/Aktiv-Cluster ist der Oracle Real Application Cluster.

## Verwendete Technologien
Um Shared Storage zu ermöglichen, kann nicht ohne weiteres eine lokale Festplatte eines Rechners eingesetzt werden. Verwendet werden stattdessen beispielsweise:
- SCSI-Storage: Direkte Verbindung mit SCSI-Kabel bei Zugriff von bis zu zwei Rechnern[3]
- iSCSI (Internet SCSI): eine Technologie, die SCSI in IP kapselt, also einen SAN-artigen Zugriff via IP-Netzwerk ermöglicht[3]
- AoE (ATA over Ethernet): Kapselt ATA-Befehle in Ethernet-Frames
- FC (Fibre Channel): Hochgeschwindigkeitsnetzwerk, das vor allem zur Anbindung von Massenspeichern genutzt wird[3]

- SAN (Storage Area Network): SAN-Verbindung von zwei oder mehr Rechnern[4]
- NAS (Network Attached Storage): Zugriff auf den Speicher via Netzwerkverbindung[4]

## Andere Technologien
Um doch lokale Festplatten verwenden zu können und zusätzliche Ausfallsicherheit zu erzeugen, eignet sich auch das Distributed Replicated Block Device.

## Zusammenhang zu DB-Systemen
Im Zusammenhang mit dem Thema verteilte und parallele DB-Systemen, bedeutet Shared Disk das Vorhandensein eines gemeinsamen Externspeichers. Die DB-Verarbeitung erfolgen auf lose gekoppelten oder lokal oder ortsverteilt angeordneten Rechnern, mit jeweils einem DBMS. "Shared everything" und "shared nothing" sind weitere Ausprägungsformen.